# Zirkusmusical

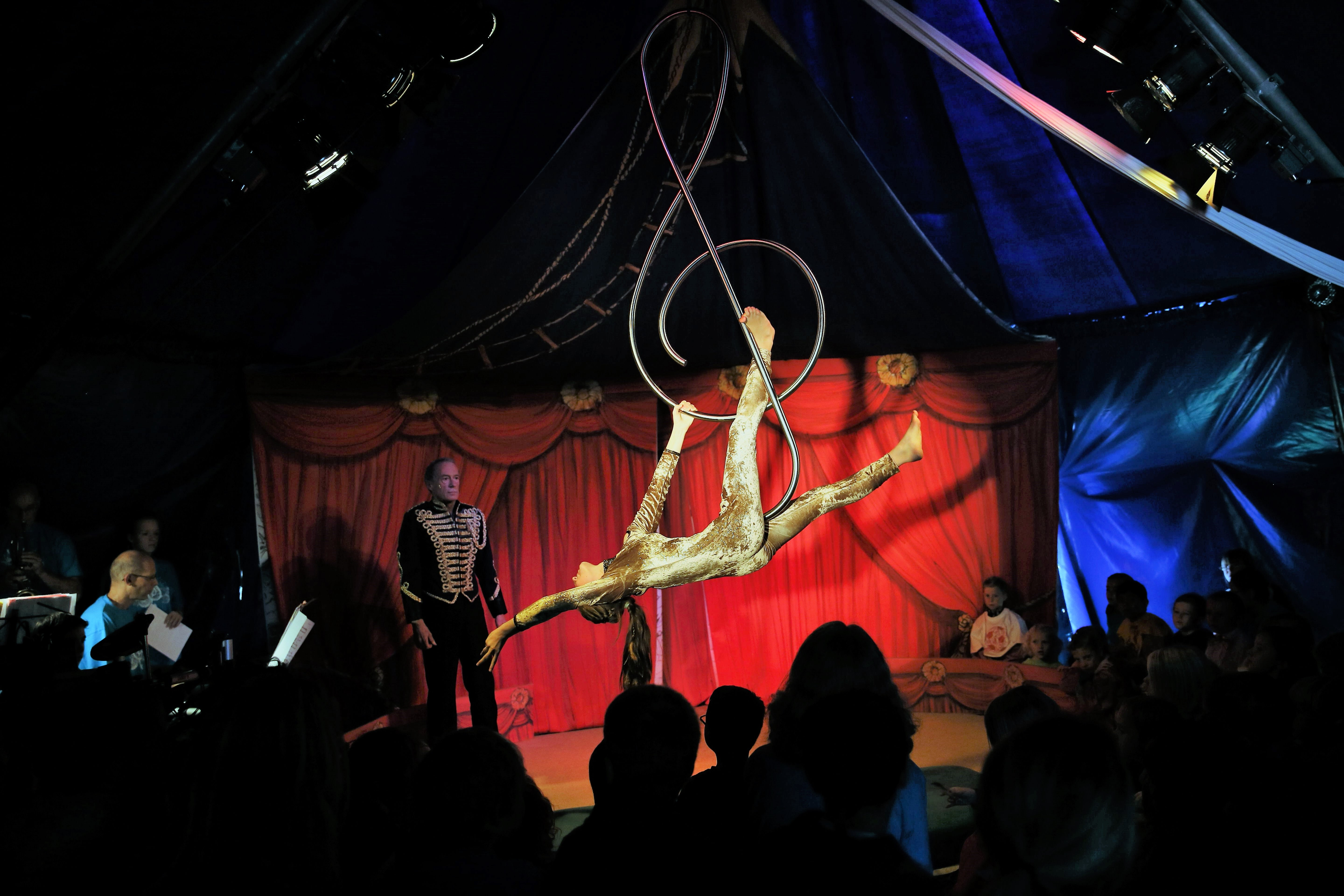
Im Bild wird mit der Kombination von Notenschlüssel und Zirkusakrobatik symbolhaft der Begriff «Zirkusmusical» veranschaulicht als Mischung von Zirkus und Musical. Das Bild stammt von einem Zirkusmusical im Zirkus Otelli, das 2015 erstmals unter dem Begriff «Circusical» aufgeführt wurde.

Ein Zirkusmusical, auch Circus-Musical, ist eine Mischung zwischen Zirkus und Musical.

## Geschichte
Die Kombination der beiden Kunstgattungen Zirkus und Musical existierte bereits 1935 als Zirkusmusical Jumbo in New York. Bis heute fanden immer wieder Inszenierungen statt, welche Zirkus und Musical in unterschiedlichen Ausprägungen verbinden.

## Beschreibung
Zirkusmusicals zeichnen sich durch folgende Elemente aus:
- In der Form des Theaters dargebotene Story (durchgängiger Handlungsrahmen)
- Zirkusdarbietungen (Akrobatik, Clownerie, Dressuren)
- Musik (Zirkusmusik, Orchester, Gesang)

Zirkusmusicals weisen ein breites Spektrum von Darbietungen von Kinder-Zirkusmusicals (z. B. August und Augustine ab 4 Jahren) bis z. T. als große Shows ausgestaltete Zirkusmusicals für Erwachsene (z. B. Timéo) auf. Ein Zirkusmusical wird häufig erarbeitet von mit Zirkus und Theater vertrauten Autoren, die eng mit Komponisten zusammenarbeiten. Es existieren aber auch begabte Einzelpersonen, welche Zirkusmusicals gesamthaft kreieren. Zirkusmusicals werden in Zirkussen, Theater, Musikhallen usw. aufgeführt.

## Beispiele von Zirkusmusicals
| Titel                                                       | Artbezeichnung                                  | Autor/Komponist                       | Entstehung | Land        | Hinweis auf Aufführungen                                                    |
| ----------------------------------------------------------- | ----------------------------------------------- | ------------------------------------- | ---------- | ----------- | --------------------------------------------------------------------------- |
| Algeria                                                     | Mischung Zirkus, Musical, Theater und Akrobatik | Cirque du Soleil                      | 1994       | Kanada      | Cirque du Soleil in Leipzig (2011)                                          |
| August & Augustine                                          | Zirkusmusical                                   | Doris P. Kofler, Heinz Jiras          | 2013       | Österreich  | Wiener Kindermusical (2013)                                                 |
| Circus Musical 2012                                         | Circusmusical                                   |                                       | 2012       | Deutschland | Kinder- und Jugendcircus Peperoni e.V. (2012)                               |
| Das gaht nöd: Das git’s nöd                                 | Circusical                                      | Fritz Zollinger, Hannes Diggelmann    | 2015       | Schweiz     | Zirkus Otelli und Circus Monti (2015)                                       |
| Das Leben ist ein Zirkus                                    | Zirkusmusical                                   | Renate Stautner, Hans-Ulrich Pohl     | 2009       | Deutschland | 2. Göppinger Musicalwochen (2013)                                           |
| Der Tag, als der Zirkus verboten werden sollte              | Zirkusmusical                                   | Eva Württemberger                     | 2012       | Deutschland | diverse Aufführungen                                                        |
| Die lustige Augustine                                       | Zirkusmusical                                   |                                       | 2010       | Österreich  | Volksschule Ursulinen, Graz (2016)                                          |
| Ein Festival der Sinne!                                     | Mischung Zirkus, Theater und Musical            | Jugendzirkustheater RatzFatz          | 2009       | Deutschland | Jugendzirkustheater RatzFatz auf der Grossen Ochseninsel (Dänemark), (2009) |
| Globoli                                                     | Zirkusmusical                                   |                                       | 2009       | Deutschland | Widar Schule, Bochum-Wattenscheid (2009)                                    |
| «KNIE – Das Circus Musical» – Die Geschichte einer Dynastie | Zirkusmusical                                   | Rolf Knie                             | 2020       | Schweiz     | Circus Knie, Premiere 12. März 2020 in Dübendorf                            |
| Lachen – Die Zeit der Clowns                                | Zirkusmusical                                   | Christian Berg, Ralph Siegel          | 2006       | Deutschland | Stadttheater Cuxhaven, 2006                                                 |
| Rettet die Prinzessin                                       | Zirkusmusical                                   |                                       | 2011       | Deutschland | Zirkusgruppe der Wiebeckschule (2011)                                       |
| Roncalli Circus meets Classic                               | Circus Musical Theater                          | Circus Roncalli                       | 2013       | Deutschland | Musical Theater Bremen, Circus Roncalli, (2014)                             |
| Timéo                                                       | Circomédie Musicale                             | Jean-Jacques Thibaud, Julien Vallespi | 2016       | Frankreich  | Casino de Paris (2017)                                                      |
| Weihnachtszirkus                                            | Mischung Zirkus und Musical                     | Dicky Faggioni                        | 2015       | Spanien     | Circo Alegría (Zirkus der Freude) in Mallorca (2015)                        |
| Zirkus Furioso                                              | Zirkusmusical                                   | Peter Schindler                       | 2010       | Deutschland | zahlreiche Aufführungen an verschiedenen Orten                              |
| Zirkus verboten                                             | Zirkusmusical                                   |                                       | 2016       | Deutschland | Grundschule Scheeßel (2016)                                                 |

## Variationen
Für das Genre Zirkusmusical gibt es auch Variationen der Bezeichnung wie Circus-Musical, Circusmusical oder Circusical. Auf Luxemburgisch existiert auch ein Circomédie Musicale, eine Zusammensetzung aus Cirque (Zirkus) und Comédie (Komödie).
Die genaue Artbezeichnung eines Zirkusmusicals sagt nichts über deren Ausprägung aus. Ein typisches Zirkusmusical ist eine Mischung aus echten Zirkusdarbietungen und einem echten Musical (Theater mit durchgängigem Handlungsrahmen und Musik).

### Circusical

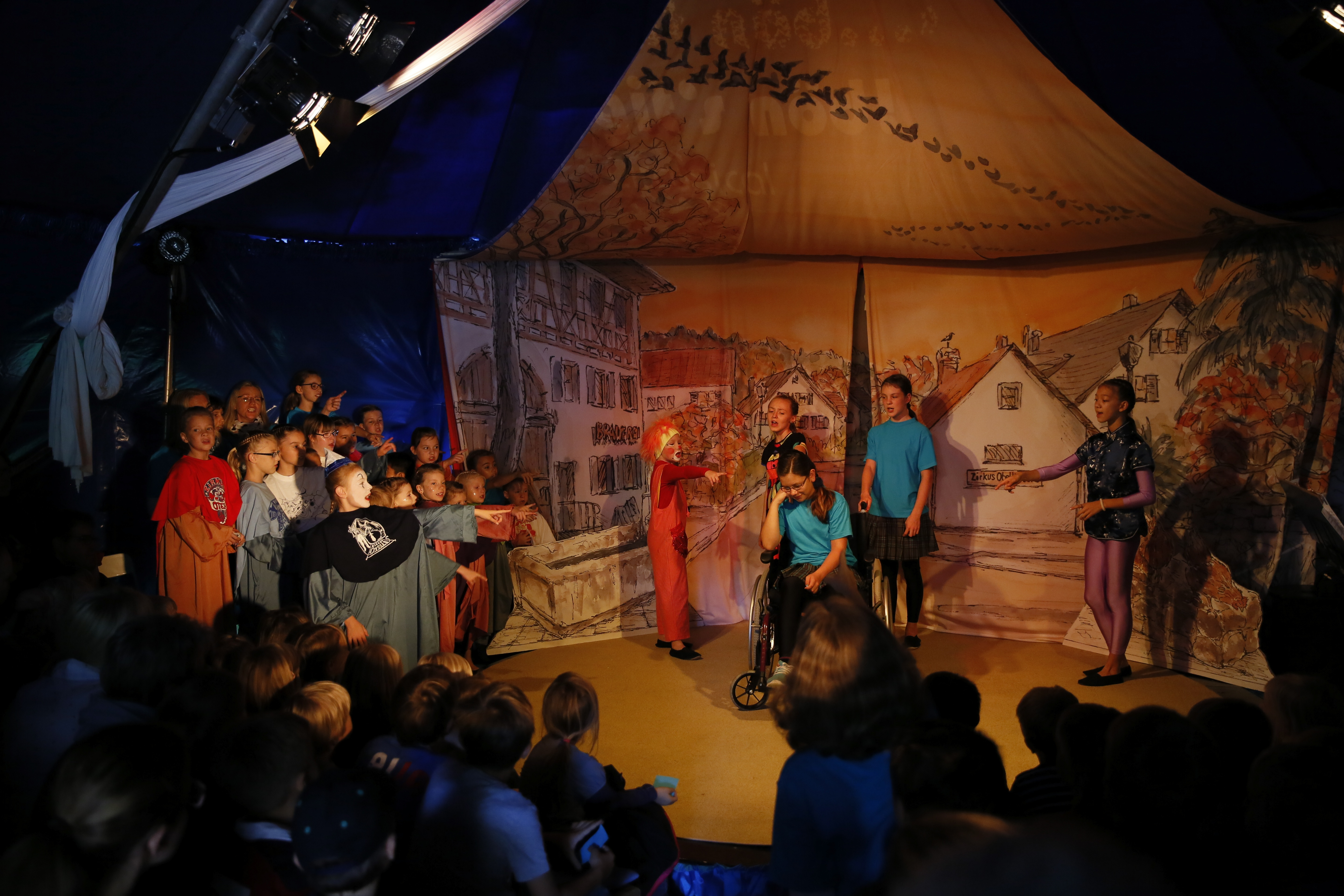
Circusical im Zirkus Otelli 2015
Otelli Artisten führen vor speziellen Kulissen das Circusical «Das gaht nöd: Das git’s nöd!» auf.

Die Otelli-Artisten führten 2015 erstmals ein Zirkusmusical «Das gaht nöd: Das git’s nöd!» unter dem Begriff «Circusical» in ihrem Zirkus Otelli wie auch im Circus Monti sowie im Kulturzentrum Mühle in Otelfingen in der Schweiz auf. Der Begriff «Circusical» für eine «Zirkusmusical» wurde 2013 kreiert und erstmals 2015 umgesetzt im Zirkus Otelli. Die Wortschöpfung setzt sich zusammen aus den Wörtern Circus und Musical.
Die beiden Kunstgattungen Zirkus und Musical wurden für die Inszenierung des Circusical verwendet: Nach einer Geschichte von Otelli-Gründer und Leiter Fritz Zollinger komponierte Hannes Diggelmann 13 Lieder und Musikstücke. Sie wurden vom eigenen Orchester intoniert, und die Otelli-Artisten verwoben vor ganz speziellen Kulissen mit Schauspiel, Gesang, Akrobatik, Clowns und Tieren Theater, Musik und Zirkus. Die «Circusical»-Geschichte zeigt eine Gruppe von Kindern, die es durch ausdauerndes Proben schafft, in einem Zirkus mitzumachen. Unter ihnen befindet sich allerdings auch ein Mädchen im Rollstuhl, von dem niemand erwartet, dass es dieses Ziel auch erreichen könnte. Zum Schluss schwebt es aber im Rollstuhl in die Zirkuskuppel und jongliert dabei, weit durch das Zelt hin- und herschwingend.